# Adda Alfréd
Adda Alfréd (Nagyszeben, 1884. augusztus 29. – Bolzano, 1980. február 1.) magyar katona, olimpikon és a magyar Királyi Honvéd Póló Liga elnöke. Az 1928-as amszterdami olimpián a háromnapos lovastusa versenyben (military) indult.
Csapatversenyben a 11. helyezett csapat tagja volt. Egyéniben Alvezér nevű lován 1845,18 (157,18+1418+270) hibapontos teljesítménnyel a 15. helyen végzett. Az olimpiák történetében az először rajtoló magyar lovas, aki akkor őrnagyi rendfokozatot viselt.

## Élete
A bécsújhelyi császári és királyi Mária Terézia Katonai Akadémia elvégzése után, 1908. augusztus 18-án avatták hadnaggyá. Az első világháborúban - mint a császári és királyi 7. huszárezred szakasz-, majd századparancsnoka - 51 hónap harctéri szolgálatot teljesített. 1916. augusztus 1-jén századossá léptették elő. 1928-ban a ceglédi magyar királyi I. Vegyesdandár huszárszázadának, 1929. szeptember és 1932 szeptembere között pedig a tolnai 3/II huszárosztálynak volt a parancsnoka. Rendszeresen részt vett lovas versenyeken és szerepelt az 1928. évi nyári olimpiai játékokon háromnapos lovastusa versenyben. A magyar lovascsapat tagjai voltak mellette Binder Ottó és Cseh Kálmán és a 11. helyen végeztek. Versenybíróként is tevékenykedett és elvégezte az örkénytábori Lovagló és Hajtótanárképző Iskolát.
1935. július 1-től a HM Lópótlás Felügyelőségén szolgált. 1936. november 1-től Lovagló- és Hajtótanárképző Iskola parancsnoka lett. 1937. november 1-jével nevezték ki ezredessé. 1940 március 1-től a HM III. Csoportfőnökségnél a lópótlás-felügyelő helyettese, majd 1941. június 1-től felügyelője volt. 1943-ban a honvédség lóállományának utánpótlása, az országos lótenyésztés és csikónevelés fejlesztése terén kifejtett eredményes tevékenységéért a Magyar Érdemrend tisztikeresztjét adományozták részére. A második világháborúban is az arcvonalban harcolt. 1943. február 1-jén nyugállományba helyezték, de beosztásban maradhatott. Osztrák területre áttelepülve 1945. május 9-én Waldhofen am Ybbsnél szovjet fogságba esett, ahonnan 1948. szeptember 11-én tért vissza.
A fogságból hazatérése után mint adminisztrátor a székesfehérvári székhelyű Fejér megyei Vendéglátóipari Vállalatnál dolgozott. A háború után is aktívan lovagolt, és 1957-ben még bíráskodott versenyeken, később azonban távozott Magyarországról, előbb Ausztriában, majd 1960-ban az olaszországi Bolzanóban telepedett le. Itt hunyt el 1980. február 1-jén és a város temetőjében helyezték örök nyugalomra.

### Kitüntetései
- Vaskorona Rend III. osztálya hadidíszítményekkel,
- Katonai Érdemkereszt III. osztálya hadidíszítményekkel, kardokkal (2 ízben),
- Bronz Katonai Érdemérem hadiszalagon, kardokkal,
- Károly-csapatkereszt,
- Katonai Jubileumi Kereszt,
- 1912/13-as Emlékkereszt,
- sportbajnoki jelvény (1942)
- A Magyar Érdemrend tisztikeresztje (1943)
- Nagy Honvéd Sportügyességi Jelvény (1942, 1943),
- Kis Honvéd Sportügyességi Jelvény (1942)